# 가오슝 국제공항 역
가오슝 국제공항 역은 가오슝 첩운 홍선의 1역이다. 연결은 가오슝 국제공항에 있다.

## 비고
영어 긴 역 이름 술 보낸, 차의 LED 윤곽은 R4_Kaohsiung Int'l Airport이다.

## 역 구조

### 승강장
| 지면     | 출입구                            | 출입구                                    |
| 지하 1층 | 승강장                            | 출입구                                    |
| 지하 1층 | 승강장                            | 화장실                                    |
| 지하 2층 | 1호 플랫폼                        | ←가오슝 첩운 홍선 샤오강방면（샤오강 역） |
| 지하 2층 | 플랫폼，문의 왼쪽 / 오른쪽 열린다 |                                           |
| 지하 2층 | 2호 플랫폼                        | 가오슝 첩운 홍선 남강산방면（차오야 역）→ |

## 역 출입구

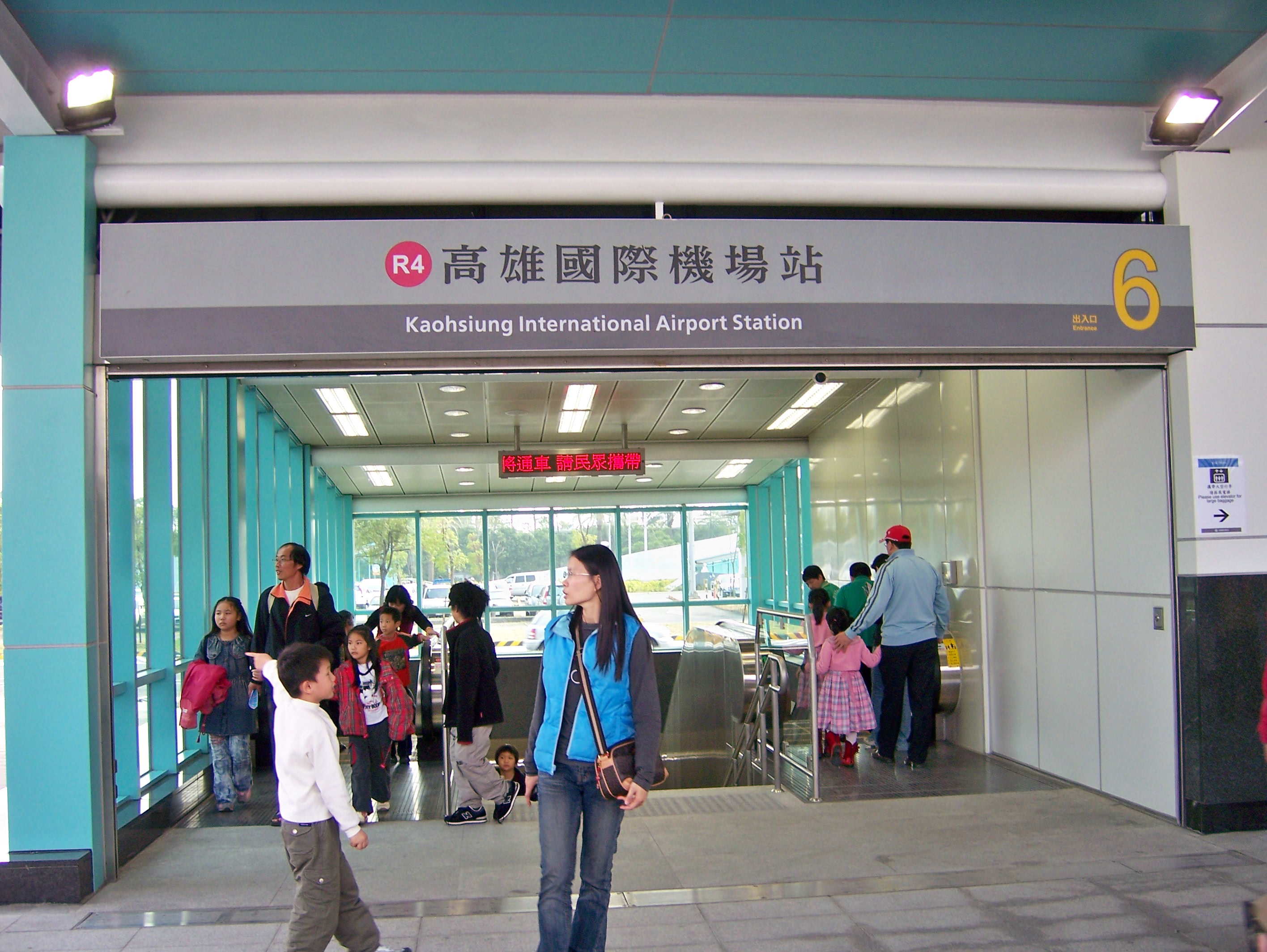
국제선 출입구

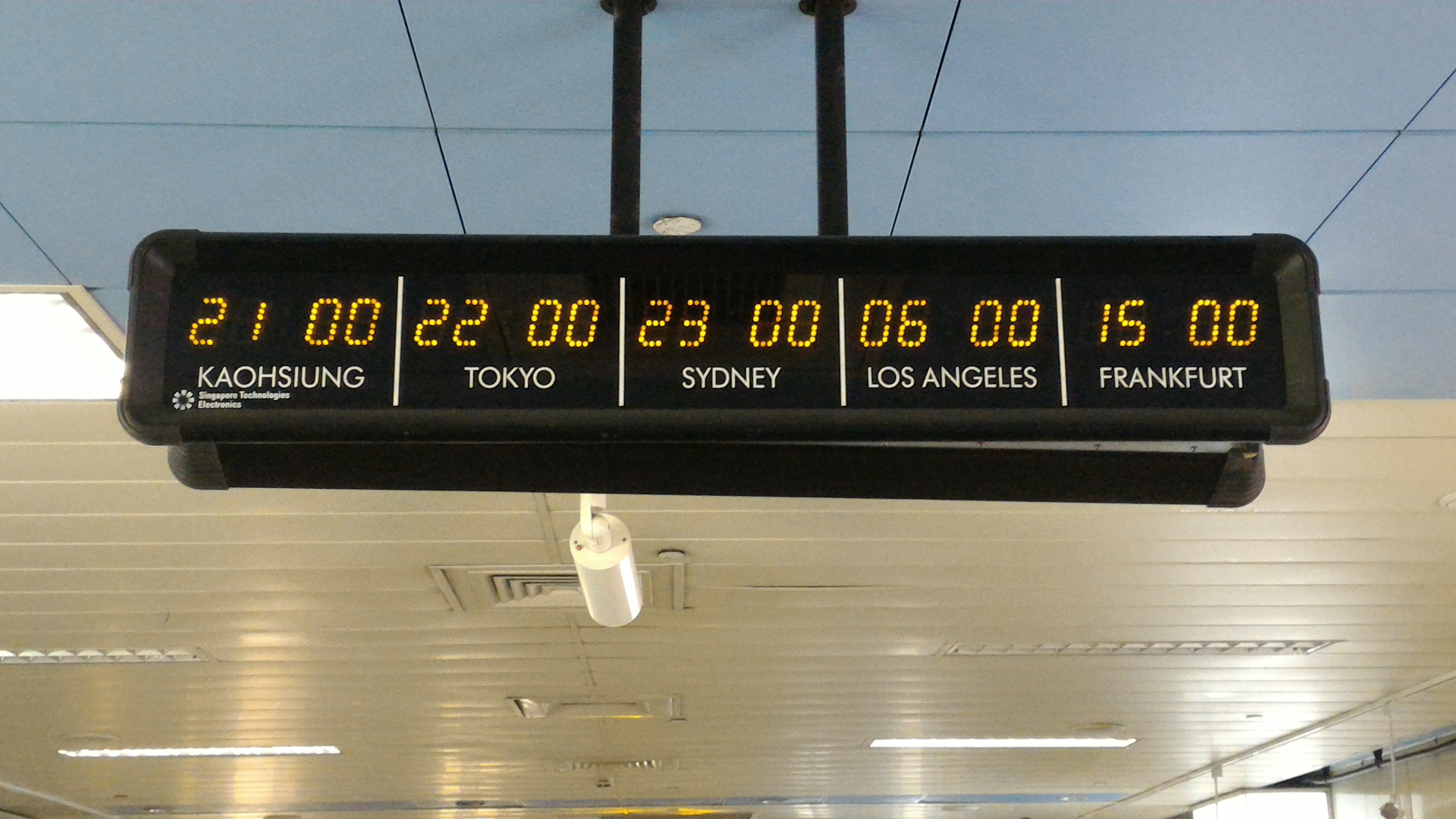
출입구6 앞에의 LED국제 시계

역의 남쪽 끝에 위치한 출입구1와，역의 북쪽 끝에 위치한 출입구3, 5, 7와, 접근성엘리베이터에 위치한 출입구1，비상구 위치한 출입구4，공항 육교 아래에 있는 출입구2，공항 국제선 터미널에 선도은 출입구6이다.
- 출입구1：가오슝,
- 출입구2：국내선, 포항 경찰
- 출입구3：C구 주차
- 출입구4：B구 주차
- 출입구5：C구 주차
- 출입구6：국제선
- 출입구7：C구 주차